# Giuseppe Manfredini (Komponist)
Giuseppe Manfredini (* um 1710 in Pistoia bei Florenz; † um 1780) war ein italienischer Kastrat und Komponist des Spätbarock.

## Leben
Giuseppe Manfredini entstammte als Sohn Francesco Manfredinis und älterer Bruder Vincenzo Manfredinis einer Musikerfamilie. Im Jahre 1750 verließ er Pistoia, möglicherweise um nach London zu reisen (1751 wurde dort eine Sammlung mit sechs Arien von ihm veröffentlicht). Ende 1757 oder Anfang 1758 ging er als Sänger mit der Operntruppe Giovanni Battista Locatellis nach Sankt Petersburg. Nach der Auflösung der Truppe begab sich Manfredini nach Moskau, wo er bis 1766 blieb. Unter anderem war er dort als Musiklehrer tätig.
Als Kastrat interpretierte er im Juni 1757 die Rolle des Astarbo in der Oper Rosbale des italienischen Komponisten Giuseppe Scolari nach einem Libretto von Francesco Silvani. Diese Aufführung fand in Padua während der fiera di giugno statt. Im gleichen Jahr, aber während der Karnevalszeit und in Ferrara (Teatro Buonacossi), übernahm Manfredini die Rolle des Arbace in der Oper Artaserse von Baldassare Galuppi. Die Rolle des Artaserse wurde Manfredini 1758 anvertraut, als die Oper in einer Musikfassung von Giuseppe Scolari im Teatro Vendramin di San Salvatore in Venedig aufgeführt wurde.
1769 besuchte Manfredini auf der Rückreise von Sankt Petersburg die Familie Mozart in Salzburg. Außerdem traf er den jungen Wolfgang Amadeus Mozart auf einer Italienreise im Juli 1770 in Bologna.
Ein Namensvetter Manfredinis war der italienische Maler Giuseppe Manfredini (* um 1740; † um 1815), sowie Marchese Giuseppe Manfredini, Vater des Friedrich von Manfredini (* 1743; † 1829).

## Werke
- Sei arie con instromenti, Manuskript, London 1752, RISM M 343 (London Academy of Music; British Library)